# Alliopsis silvatica
Alliopsis silvatica este o specie de muște din genul Alliopsis, familia Anthomyiidae. A fost descrisă pentru prima dată de Masayoshi Suwa în anul 1974. Conform Catalogue of Life specia Alliopsis silvatica nu are subspecii cunoscute.